# Hoya rotundiflora
Hoya rotundiflora är en oleanderväxtart som beskrevs av Rodda och Simonsson. Hoya rotundiflora ingår i släktet Hoya och familjen oleanderväxter. Inga underarter finns listade i Catalogue of Life.